# Política pública
Política pública, comumente referida no plural políticas públicas (em inglês, "public policy"), é toda e qualquer ação do Estado ou de governos sobre questões públicas que afetam uma coletividade. Os franceses Bruno Jobert e Pierre Muller definem políticas públicas de forma sintética como "o Estado em ação".
Ainda assim, existem muitas formas de definir o que é uma política pública, segundo diferentes perspectivas. Isso ocorre também por se tratar de um campo de prática e pesquisa que é essencialmente multidisciplinar, tendo centralidade na Ciência Política, Sociologia e Administração Pública, e ocupando lugares mais periféricos nos paradigmas disciplinares da Antropologia, das Relações Internacionais, do Direito, da Economia, da Psicologia, da Demografia e da História.
Nesse sentido, uma parte da literatura conceitua política pública em termos das ações do Estado, de governos e seus representantes eleitos e não eleitos, tanto de forma direta quanto por meio de delegação, e que influenciam a vida dos cidadãos. De uma forma ainda mais abrangente e menos específica, pode-se considerar as Políticas Públicas como "o que o governo escolhe fazer ou não fazer", quando se busca enfatizar que as decisões de não agir sobre um determinado problema socialmente identificado é também uma forma de ação. Vargas Velasques define o termo como "conjunto de sucessivas iniciativas, decisões e ações do regime político frente a situações socialmente problemáticas e que buscam a resolução delas, ou pelo menos trazê-las a níveis manejáveis".
Assim, as políticas públicas podem ser vista como o conjunto de ações desencadeadas pelo Estado - no caso brasileiro, nas escalas federal, estadual e municipal -, com vistas ao atendimento aos direitos, demandas e necessidades da sociedade civil. Elas podem ser desenvolvidas em parcerias com organizações não governamentais e, como se verifica mais recentemente, com a iniciativa privada. Tradicionalmente são compostas baseadas em 4 elementos centrais: dependem do envolvimento do governo, da percepção de um problema, da definição de um objetivo e da configuração de um processo de ação.
Nesse sentido, muitos autores, pesquisadores e pessoas envolvidas no processo de produção das políticas em diferentes áreas disciplinares vem se preocupando em buscar identificar quais são os principais elementos que explicam tanto as causas dos problemas que as políticas públicas buscam atacar, quanto os próprios resultados das políticas, umas vez que são produzidas.

## Histórico e diferentes perspectivas

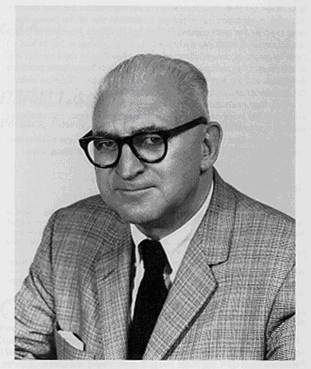
Harold Lasswell, autor de Política: quem recebe o que, quando e como (1936)

A política pública pode ser conceituada de diversas maneiras, de acordo com os propósitos do orador ou autor e as características da situação com a qual ele se preocupa. A ideia de política pública é relativamente recente em termos históricos, tendo aparecido nos Estados Unidos na primeira metade do século XX, a partir dos trabalhos do cientista político Harold Lasswell.
Sua teoria da política enfatiza que o processo político visa, em última análise, produzir benefícios e custos para os membros da sociedade. Em outras palavras, isso quer dizer que as políticas públicas visam, em última instância, o público. E que todos os outros aspectos que identificamos com a política – eleições, votação legislativa, burocracia e até mesmo os tribunais – são significativos principalmente porque contribuem para a formulação e implementação de políticas públicas.

### Behaviorismo - sistemas, ciclo e decisão
A perspectiva de Lasswell se enquadra dentro do behaviorismo, o que significa que o foco de atenção estava no comportamento dos indivíduos. Nesse sentido, ele defendeu a constituição de um campo de saber científico do governo, que denominou análise de políticas públicas (policy analisys). Sua concepção dessa "ciência do governo" tinha como objetivo compreender os efeitos dos contextos sociais e políticos que cercam a produção das políticas e qual a racionalidade dos processos de tomada de decisão. Para ele, a racionalidade presente na produção de políticas públicas era de tipo sinóptica, ou seja, que permite acessar o todo de forma resumida, mas abrangente. As decisões, organizadas a partir dessa racionalidade, seriam o momento mais importante da produção das políticas, já que determinariam o que seria feito e realizado depois para a população.
Lasswell foi o primeiro a propor um modelo de análise das políticas a partir de uma ideia de ciclo de políticas (policy cycle). Ele definiu uma sequências e estágios no processo de produção das políticas públicas: definição da agenda, formulação da política, implementação e avaliação.

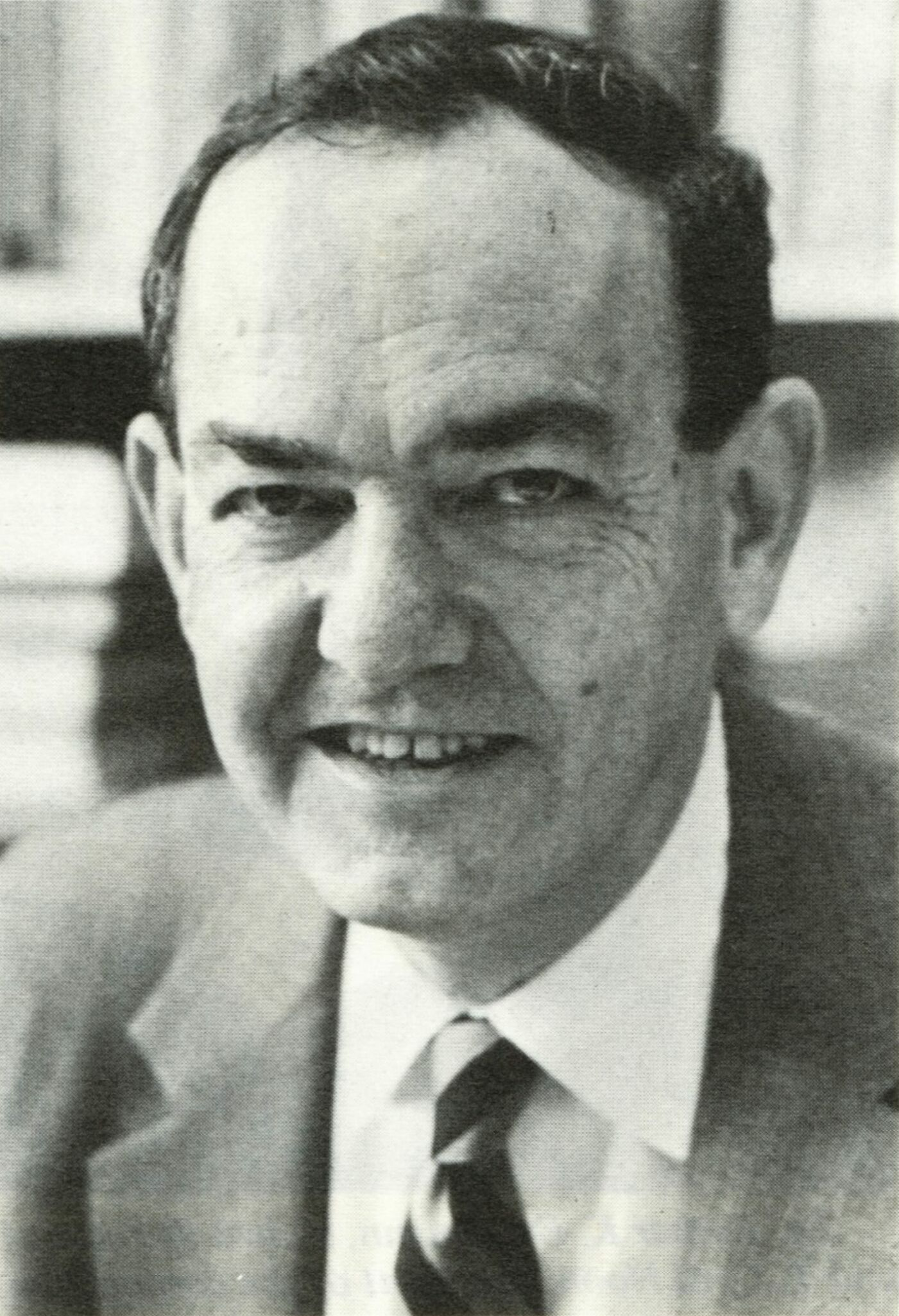
Herbert Simon, Prêmio Nobel de Economia

Seguindo a tradição behaviorista, outros autores trouxeram contribuições a essa perspectiva. Hebert Simon, precursor da aplicação da psicologia experimental à economia e à teoria das estruturas organizacionais, bem como à inteligência artificial, trouxe o conceito de racionalidade limitada (bounded rationality). A partir de sua visão, "a racionalidade dos indivíduos é limitada pela informação disponível, por suas características (e restrições) cognitivas e pelo tempo e recursos limitados de que dispõem para decidir"(p.26). Nesse sentido, indivíduos racionais tendem a tomar decisões que são mais próximas das opções satisfatórias ao invés das ótimas. Isso não significa que sejam decisões irracionais, mas que são limitadas por elementos que circunscrevem  a capacidade de decisão. Assim, essa visão "se afasta da ideia de que decidir significa otimizar, ou de que seria possível planejar ou mesmo escolher de forma sinóptica, considerando todas as alternativas em todos os cenários, visto que todo o processo é influenciado pelas limitações da cognição humana, assim como pelas condições organizacionais que cercam a decisão, denominadas estruturas do ambiente de decisão por Simmons (1945)".
Ambos os autores traziam já a ideia de um conjunto de fases em que se pode dividir o processo de produção de políticas públicas, entendido como ciclo das políticas. No caso de Simon, a importância da decisão era tão grande que para ele o ciclo das políticas se resumiria apenas a "inteligência, desenho e escolha", não levando em consideração o inicio da produção concreta das políticas, restringindo-se à tomada de decisão.

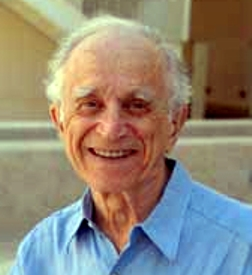
David Easton, cientista político

Outro autor, o cientista político canadense David Easton se notabilizou pela proposição de um ciclo de políticas públicas que levasse em consideração a interação entre o processo de produção das políticas e os sistemas sociais e políticos, a partir de uma perspectiva da teoria dos sistemas do pluralismo. Para ele, a política se definia pela "alocação autárquica de valores na sociedade" e, portanto, a vida política era um sistema de comportamento aberto, sob influencia da dinâmicas de outros sistemas sociais. Assim, "as políticas públicas seriam explicadas pelas interações entre o sistema de políticas, o sistema político e os demais sistemas, no decorrer de ciclos de produção de políticas".
Para Easton, "o subsistema das políticas públicas seria impactado por inputs (entradas) oriundos dos outros sistemas, em especial pelas reivindicações e apoios de grupos de interesse, assim como de dentro do próprio sistema - os whithinputs. O sistema geraria outputs (saídas) para os demais subsistemas e para si mesmo, gerando feedbacks (retornos)" (p.27). Nesse sentido, as políticas eram compreendidas "como respostas do sistema a impulsos de fora, sendo o Estado pensado como um alocador automático e técnico que responderia a conflitos e disputas externas a ele. Assim, o processo de decisão propriamente dito continuava a ser considerado como racional, e o elemento central das políticas a ser explicado continuava a ser a tomada de decisão sobre as políticas, entendida como técnica" (p.28).

### Incrementalismo
Ainda dentro do paradigma do pluralismo, houve o desenvolvimento subsequente de teorias que passaram a considerar outros elementos presentes na produção de políticas.
Primeiramente, Charles Lindblom, aceitando a centralidade do momento de decisão, questionou o pressuposto behaviorista de que o processo de decisão se baseava em grandes decisões racionais sobre as políticas, avaliadas a partir da análise exaustiva das alternativas e dos respectivos custos envolvidos. Para ele, não haveria sentido racional que isso ocorresse, dada a opacidade e limitações das informações disponíveis e os custos envolvidos na própria decisão, já que cada decisão seria tão grande que implicaria grandes custos de retroceder caso não se mostrassem ser as mais adequadas, sobretudo se considerados os inúmeros resultados negativos e imprevistos existentes no processo.
Assim, para ele, "os meios e fins seriam escolhidos muitas vezes de forma simultânea e o processo de decisão em políticas seria incremental, estabelecendo pequenas decisões subsequentes que poderiam ser revertidas com custos relativamente baixos, processo designado pelo autor de comparações limitadas sucessivas entre alternativas"(p.29).
O incrementalismo foi então incorporado e também criticado por outros autores. Para Etzioni, o processo decisório das políticas públicas seriam regidos sobretudo por dinâmicas incrementais, como indicado por Lindblom, mas alguns momentos de decisão teriam caráter fundamental, produzindo novas linhas e direções nas políticas. Para o autor, o processo decisão seria caracterizado por uma varredura mista (mixed scanning), na qual o tomador de decisão realizaria uma exploração ampla das opções sem grande aprofundamento e com custo menor, fazendo uma escolha mais geral e estruturante, para, em seguida, optar pelo incrementalismo nas decisões pontuais e recorrentes.

### Política, poder e tipos de política pública

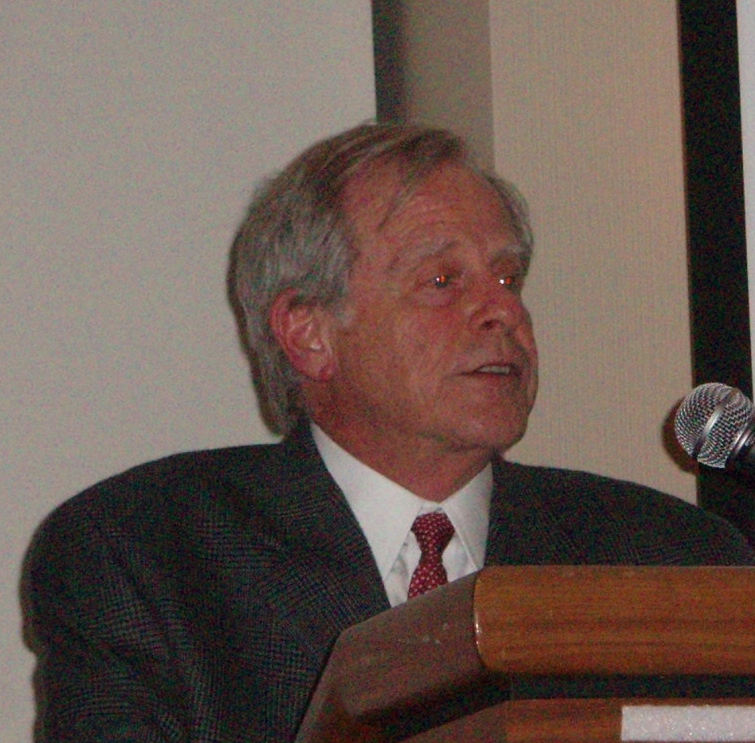
Theodore Lowi (Universidade de Cornell) no clube da universidade em Boston, 2009

Além do incrementalismo, foi também acrescentado o caráter político ao processo de produção das políticas públicas e introduzida a importância dos formatos institucionais diferentes. Theodore Lowi estabeleceu uma relação entre os tipos de conflito entre os atores beneficiários e perdedores dentro de cada política e o formato dessas políticas, propondo uma classificação com quatro tipos de política pública: constitutiva, regulatória, distributiva e redistributiva.
Segundo o autor, cada tipo de política pública tem relação com um tipo de alocação de benefícios, o que implica um certo tipo de jogo de perdas e ganhos entre diferentes indivíduos e grupos sociais. Cada tipo de política, então, possui conformações específicas de disputas e ambientes políticos (arenas) que definem seu caráter mais ou menos conflitivo. Nesse sentido, para o autor, as dinâmicas de disputas e conflitos nas políticas públicas (policies) tem efeito sobre as disputas, conflitos e apoios políticos (politics). Dessa maneira, ele adiciona nova camada de causalidade no debate sobre a produção de políticas públicas, porque inverte o sentido da causalidade como vinha sendo estabelecido pela literatura pluralista e behaviorista anterior, para qual os apoios e conflitos políticos (politics) gerariam demandas e entradas (inputs) que levariam a governos a produção de certas ações (policies) (p.30).
Esses tipos ideais são dificilmente encontrados na realidade. No entanto, esta tipificação ajuda a pensar que podem existir relações entre as arenas e o que elas podem explicar sobre as características de cada política. Assim entendemos que não se enquadra perfeitamente a política pública em uma das arenas, mas ao analisar essa política a partir dos parâmetros de cada arena, torna-se mais fácil perceber seus contornos e resultados.

#### Políticas Constitutivas
As Políticas Constitutivas estabelecem as "regras do jogo", as normas e procedimentos a partir das quais devem ser formuladas e implementadas outras políticas. Por exemplo, as regras de distribuição de competência entre os três poderes (Executivo, Legislativo e Judiciário), o sistema político eleitoral, e as regras de participação da sociedade civil nas decisões políticas. As políticas constituintes estão menos preocupadas com a alocação de recursos ou regulamentação de comportamento e mais focadas em representar as preferências e valores da sociedade. Contudo, elas influem na dinâmica da distribuição de recursos no longo prazo, incidindo decisivamente nas regras de elegibilidade às políticas. Isso porque a depender de como são definidas, por exemplo, as regras de representação política e relação entre poderes, muda a distribuição de recursos e oportunidades de representação e disputa de interesses entre diferentes grupos em uma sociedade.

#### Políticas Regulatórias
As Políticas Regulatórias são aquelas "através das quais o Estado estabelece regras para o funcionamento de atividades produzidas externamente a ele, ou seja, na sociedade e na economia". Elas objetivam o controle e a regulação do comportamento e das praticas de indivíduos, organizações e empresas. Elas envolvem a intervenção governamental na forma de leis, regulamentos e fiscalização. Estão voltadas para endereçar as questões mais variadas, desde questões relacionadas à regulação do uso e ocupação solo (Zoneamento e Plano Diretor), das relações de trabalho, conservação ambiental, padrões de segurança para produção, comercialização e consumo de alimentos e drogas, assim como a determinação de limites de velocidade em vias, entre outras coisas.

#### Políticas Distributivas
Políticas distributivas envolvem a alocação governamental de recursos, serviços ou benefícios a grupos ou indivíduos específicos na sociedade sem que isso signifique a perda de benefícios por outros grupos e indivíduos. A principal característica das políticas distributivas é que elas visam fornecer bens ou serviços a um grupo específico sem reduzir significativamente a disponibilidade ou os benefícios para outros grupos. Nesse sentido, ganhadores e perdedores não entram em conflito, porque haveria um tipo de ganho social, uma operação de soma positiva, na qual enquanto um ator social ganha os outros não necessariamente perdem, não de soma zero - em que um perde e o outro ganha. Elas envolvem recursos que se não são infinitos, estão perto de ser ilimitados pelos baixos custos. Assim, tem um tipo de negociação bastante pluralista e com baixo potencial de conflito. Essas políticas são frequentemente elaboradas para promover a equidade econômica ou social. Exemplos incluem subsídios e isenções fiscais para grupos específicos como produtores de alimentos e financiamento para educação pública.

#### Políticas Redistributivas
As Políticas Redistributivas envolvem a distribuição de recursos que são finitos e por isso envolvem a transferência de recursos ou benefícios de um grupo para outro, tipicamente dos ricos ou privilegiados para os menos favorecidos. Essas políticas geralmente buscam reduzir a desigualdade econômica ou social, tirando daqueles que têm mais e provendo para aqueles que têm menos. Nesse sentido, elas são intrinsicamente mais conflitivas, já que não se trata de um jogo de soma positiva, mas de um "jogo de soma zero", em que para que um grupo de indivíduos recebe um benefício, outro grupo necessariamente tem que perder ou não recebe-lo. Exemplos de políticas desse tipo são a tributação progressiva (impostos superiores para quem tem ou ganha mais), programas de bem-estar social e assistência financeira a famílias de baixa renda, como o Bolsa Família.

### Não decisões
Outra crítica à centralidade das decisões e ao processo como concebido pela perspectiva pluralista da Ciência Política foi realizada por Peter Barach e Morton Baratz a partir de uma perspectiva da teoria das elites. Segundo os autores, as políticas públicas deveriam ser analisadas não apenas pelas decisões que são tomadas, mas também pela perspectiva das não decisões - que também podem ser consideradas cheias de decisões. Diferentemente da tradição do pluralismo, que acreditava que a política e a disputa pelo poder era exercida apenas em conflitos abertos, para eles, as políticas também são determinadas por conflitos ocultos, encobertos. A política seria baseada tanto em poder, quanto em influência. Os conflitos ocultos se estabeleceriam para influenciar a definição do viés do que é incluído ou não no debate público e na agenda de decisões de governos. "Os atores sociais se mobilizariam não apenas para influenciar o processo de decisão, mas para limitar ou ampliar o que entra ou não entra nesse processo, no que denominam de mobilização de viés "(p.31). Dye recuperou esses elementos sob outra perspectiva teórica posteriormente.

### Modelo da lata do lixo
Outros trabalhos realizaram críticas à centralidade da decisão no processo de produção de políticas públicas e ao tipo de racionalidade pressuposto pelos primeiros trabalhos sobre o tema. Michael Cohen, James March e Johan Olsen questionaram o modelo pluralista behaviorista de que existiriam objetivos e preferências preexistentes e que, a partir deles, seriam escolhidos os meios para a solução de uma dado problema, obtendo-se a melhor decisão a partir de um cálculo sinóptico, ou seja, que levasse em consideração todos as possibilidades, cenários e resultados. Para eles, "dadas as restrições orçamentárias e operacionais que cercam a produção de políticas na quase totalidade das vezes, o processo de decisão ocorria ao contrário, com os gestores escolhendo o problema a enfrentar em função das capacidades administrativas já instaladas e existentes. O processo teria, portanto, um caráter bastante inercial e direcionado pelas capacidades do Estado: a existência de soluções prévias levaria à escolha de certos problemas e não ao contrário, como imaginado até então "(p.32). Por isso, o nome do modelo de análise seria modelo da lata do lixo: pois as escolhas seriam feitas a partir de problemas que já possuem soluções existentes ou de soluções descartadas anteriormente, mas que, disponíveis, poderiam solucionar outros problemas que não aqueles colocados na agenda como prioritários.

### Implementação e múltiplos atores
A partir dos de 1950, um conjunto amplo de trabalhos passou a questionar as formulações iniciais sobre o ciclo de políticas e a centralidade das decisões em seus resultados. Nos anos de 1970 e 1980, diversas contribuições "mostraram que as representações anteriores eram racionais e lineares demais, desconheciam a existência de vários níveis de governo e ciclos concomitantes, assim como as diferenças nas formas de articulação entre etapas em políticas distintas. Como consequência, esses autores consideravam o processo demasiadamente organizado, desconhecendo a superposição das etapas, ao mesmo tempo que tendiam a pensar o processo de forma apolítica ou excessivamente técnica e gerencial ".
Esses autores argumentam consistentemente que, devido à limitação de recursos financeiros e operacionais, bem como à incompletude das informações disponíveis aos tomadores de decisão, o processo de implementação inevitavelmente transforma as políticas públicas. Essa transformação ocorre independentemente de desvios das trajetórias inicialmente previstas pelos gestores. Assim, as análises de políticas públicas deveriam dedicar muito mais atenção à fase de implementação do que tradicionalmente se observava.
Nesse sentido, autores como Pressman e Widavsky passaram a sustentar a importância e centralidade da etapa de implementação das políticas públicas, já que ela transforma substancialmente o caráter imaginado e planejado nas etapas anteriores de formulação e decisão. Ou ainda, dito de outra forma, significa dizer que a etapa de tomada de decisão das políticas só seriam centrais se o processo de implementação fosse perfeito - o que nunca é.

### Top-downebottom-up
Um segundo conjunto de trabalhos trouxe centralidade à etapa de implementação das políticas públicas. Eles também consideravam que decisores não seriam capazes de determinar e desenvolver as políticas públicas apenas por meio de comandos e ações desde cima (top-down), ou seja, desde o topo da estrutura institucional e burocrática. Políticas sempre seriam baseadas e estabelecidas a partir de políticas anteriores. Isso torna o processo mais complexo, cria a necessidade de consideração das estruturas organizacionais, das burocracias, e de outros atores envolvidos no processo de implementação, logo, atores, ações e decisões que também vem de baixo (bottom-up). Assim, a implementação das políticas públicas seria menos automática e mais uma "ordem negociada" entre ações e decisões que vem de cima para baixo e outras que vem de baixo para cima.

### Burocracia do nível de rua
O cientista político Michael Lipsky colaborou para consolidar a importância do processo de implementação ao destacar a importância das burocracias do nível de rua, aqueles trabalhadores envolvidos na entrega de serviços públicos diretamente aos cidadãos, como policiais, professores e atendentes do serviço de saúde pública. Para ele, esses atores implementadores são inevitavelmente confrontados com a necessidade de adaptar as regras e procedimentos das políticas para sua aplicação e entrega dos serviços e, por isso, são também sempre tomadores de decisão. A existência desse espaço de decisão razoavelmente amplo dos implementadores de política é chamado de discricionariedade. Por serem os responsáveis pela entrega final dos serviços e benefícios aos cidadãos, são também a face do Estado e dos governos. Assim, esses profissionais tem efeito sobre as desigualdades de acesso e qualidade dos serviços, porque tem a capacidade de "alterar substancialmente o escopo dos benefícios, a elegibilidade dos beneficiários, assim como o padrão e os tempos de atendimento ".
A partir dessa perspectiva, muitos trabalhos no Brasil passaram a destacar a importância da coordenação entre atores na produção de políticas , das burocracias implementadoras, das redes e representações das burocracias do nível de rua e dos diferentes padrões de atores presentes em cada contexto e política específica.

### Redes e comunidades de políticas públicas
Entre as décadas de 1970 e 1980, um grande número de trabalhos sobre políticas públicas passou a se utilizar de teorias e métodos de análises de redes sociais. A perspectiva das redes parte da pressuposição de que para se analisar um determinado fenômeno social devem ser levados em conta os padrões de relações entre as entidades sociais envolvidas com tal fenômeno.  Segundo Marques, "uma ampla literatura sobre o tema demonstrou como as políticas são o produto de interações complexas entre diversos atores, internos e externos ao Estado"(p.35).
Essas análises mostram como as redes de políticas públicas (policy networks) se estruturam no interior domínios específicos, também denominados de comunidades de políticas públicas (policy communities). Elas exploram diferentes dimensões dessas comunidades, como as redes de pessoas e instituições e as redes pessoais das burocracias implementadoras, por exemplo, conformando o tecido relacional do Estado.

### Neoinstitucionalismo
A partir dos anos de 1980, a perspectiva do neoinstitucionalismo nas Ciências Sociais, em especial na Ciência Política e na Sociologia, deu destaque ao Estado, suas instituições e burocracias para a compreensão das políticas públicas. Segundo os autores dessa perspectiva, em primeiro lugar, os atores estatais possuem um certo nível de insulamento/autonomia da sociedade e dos outros atores políticos, detêm poder e capacidades específicas de fazer certas coisas. Em segundo, as instituições, sobretudo como regras do jogo, importam como enquadramento da esfera política, distribuindo diferencialmente recursos entre atores, atuando como catracas de passagem obrigatória em disputa por benefícios e pela definição de seu desenho e direção.  As agências públicas, suas burocracias e instituições possuem identidades, interesses, recursos de poder e representações próprias. Nesse sentido, para entender o processo de produção de políticas públicas, é necessário se atentar para as interações entre o Estado e os agentes presentes na sociedade em contextos institucionais específicos.
A importância dos contextos específicos se deve ao efeito das instituições sobre a política. Elas afetam as distribuição de recursos, as estratégias dos atores, o resultado dos conflitos e a produção da agenda dos temas que serão tratados como prioritários pelo Estado e pelos governos. Dessa forma, pode-se dizer que as instituições cercam e produzem os ambientes nos quais os atores sociais e políticos vão disputar seus interesses. Assim, as instituições afetam a própria constituição dos atores, suas demandas, suas possibilidades de sucesso, suas preferências, suas estratégias e os possíveis encaixes e desencaixes entre estrutura de organização e interesses dos atores sociais e estatais . Por isso, o desenho das instituições, os padrões de relações entre atores estatais e não-estatais, seus encaixes, as várias escalas de governo que se sobrepõem e atuam simultaneamente, seus efeitos de longo prazo por meio de legados e mudanças estruturais passaram a ter importância para o entendimento das causas e efeitos das políticas. 

## Modelos de análise de política pública
Modelos de políticas públicas fornecem abordagens sistemáticas para pesquisa, análise, implementação e melhorias de políticas, oferecendo perspectivas sobre os papéis dos atores, a dinâmica institucional e o contexto mais amplo que influencia as decisões. 

### Ciclo de políticas públicas
Proposto por Harold Lasswell, o modelo do ciclo de políticas públicas é um dos mais antigos. Ele descreve uma sequência de etapas no processo de formulação de políticas. É uma forma de visualizar e interpretar a política pública em fases e sequências organizadas de maneira interdependente. Esse modelo enfatiza a natureza iterativa - ou seja, repetida, reiterada, realizada inúmeras vezes - e dinâmica da formulação de políticas, permitindo uma análise estruturada de como as políticas se estruturam de modo geral. 
Para muitos autores, o fato de o modelo não considerar as dinâmicas políticas (politics), tornando a perspectiva excessivamente técnica e gerencial, faria com que a ideia de ciclo fosse inútil. Para outros, apesar das limitações e das características simplistas e irreais, a ideia de ciclo segue sendo uma ferramenta descritiva e heurística, isto é, de investigação e aprendizado, que permite uma primeiro olhar e mapeamento das configurações gerais de cada política específica, algo a ser complexificado com o aprofundamento da análise que leve em conta os detalhes e dinâmicas que cercam a política em questão.

#### Etapas ou fases do ciclo
O ciclo das políticas públicas é constituído das seguintes fases: 
1. definição de agenda
2. identificação de alternativas
3. avaliação das opções
4. seleção das opções
5. implementação
6. avaliação

A agenda não é nada mais do que a lista de assuntos ou problemas aos quais os participantes do processo político estão prestando atenção.  Cada participante e cada processo podem atuar como um incentivo ou como um ponto de veto. Os governos definem suas agendas de três maneiras. A primeira foca no problema/assunto que entra na agenda quando se assume que deve ser feito algo a respeito. A segunda foca na política propriamente dita, ou seja, como se constrói a consciência coletiva sobre a necessidade de se debater um problema/assunto. A terceira foca nos participantes que são classificados como visíveis, ou seja, políticos, mídia, partidos, grupos de pressão, etc. e invisíveis, tais como acadêmicos e burocracia. Os participantes visíveis definem a agenda e os invisíveis, as alternativas.
Na fase de identificação de alternativas a teoria da escolha pública adota um viés cético quanto à capacidade dos governos de formularem políticas públicas devido ao auto-interesse e à captura das agências governamentais por interesses particulares. Essa teoria é, provavelmente, a que demonstra mais desconfiança na capacidade dos mecanismos políticos de decisão, defendendo a superioridade das decisões tomadas pelo mercado frente as tomadas pelos políticos e pela burocracia.

### Múltiplos Fluxos
Desenvolvido por John Kingdon, este modelo foca na trajetória de convergência de três dinâmicas independentes mas correlacionadas: o fluxo dos problemas a serem atacados pelas políticas, o fluxo das soluções de política pública (policy) para esses problemas e o fluxo das disputas políticas propriamente ditas (politics). Segundo o modelo, cada fluxo apresenta momentos específicos mais propícios para que ocorram mudanças. Para que haja mudança nas políticas públicas, deve haver o alinhamento desses momentos propícios nos três fluxos ao mesmo tempo, o que é chamado de janela de oportunidade. Ainda que esses alinhamentos possam ocorrer por acaso, o autor enfatiza o papel crucial da figura do empreendedor político. Esse ator opera em cada um dos fluxos para que essas janelas se abram, por exemplo, contribuindo para que uma questão social relevante seja construída como um problema público que deve entrar na agenda dos governos, fomentando a busca por soluções para esses problemas, articulando acordos e alianças políticas entre diferentes atores e garantindo que esses elementos se alinhem na mesma direção, o que impacta na definição dos resultados das políticas. O modelo é muito eloquente em mostrar o papel das ideias no surgimento de novas políticas públicas, mostrando sua importância no processo de disseminação e de aprendizado no fazer das políticas (policy learning). Muitos trabalhos tem se utilizado dessa perspectiva de modo exitoso no Brasil.

### Coalizão de Defesa
Apresentado por Paul Sabatier, o modelo de coalizão de defesa - em inglês, advocacy coalision framework (ACF) - entende que para entender o que acontecem nas políticas públicas e como elas mudam é necessário olhar para os grupos de interesse que atuam no interior de um subsistema de política pública específico, as chamadas coalizões de defesa. Segundo o autor, essas coalizões não tem apenas interesses comuns, mas partilham visões políticas substantivas a respeito da política (politics), das políticas públicas (policies), da sociedade, de quais são os problemas existentes, quais as melhores soluções para esses problemas, quais as melhores estratégias e ferramentas operacionais para se implementar uma política. Nesse sentido, existem diferentes níveis de compartilhamento de visões entre os membros das coalizões e que definem o caráter das ideias defendidas por eles como soluções para as políticas públicas. Para ele, o as mudanças nas políticas seriam produto das interações e disputas entre as diferentes coalizões em subsistemas de política pública específico (ex. política de habitação, ambiental, de educação) na relação com outros subsistemas, ou ainda, devido a mudanças econômicas e políticas mais amplas, nas agências e burocracias envolvidas na política ou por aprendizado no fazer das políticas (policy learning).

### Teoria do Equilíbrio Pontuado
Proposta por Frank Baumgartner e Bryan Jones, essa teoria propõem um modelo para explicar os períodos de estabilidade política pontuados por mudanças repentinas e significativas. Segundo os autores, essas mudanças ocorrem devido a interações entre a dinâmica institucional e a formulação de questões, de ideias e de imagens produzidas como soluções para uma determinada política. O modelo defende que prevalecem momentos de grande estabilidade nas políticas, quando mudanças são sobretudo incrementais, mas que existem momentos de grandes mudanças concentradas, o que chamam de um equilíbrio pontuado, em analogia à teoria da biologia evolucionista de Niles Eldredge e Stephen Gould. Com diferenças, essa teoria da mudança dialoga com o debate neoinstitucionalista sobre conjunta crítica.

## Demandas comuns
- Demandas novas: Aquelas que resultam do surgimento de novos fatores políticos ou novos problemas.[57]
- Demandas recorrentes: Aquelas que expressam problemas não resolvidos ou mal resolvidos.[57]
- Demandas reprimidas: Aquelas constituídas sob um estado de coisas ou por não-decisão.[57]

## Disciplina Acadêmica

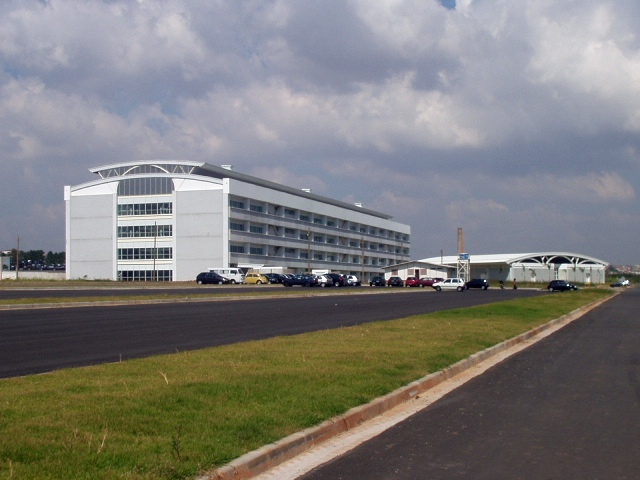
Campus USP/EACH, onde se localiza o curso de Gestão de Políticas Públicas (GPP)

Como disciplina acadêmica, o estudo da política pública traz elementos de muitos campos e conceitos das Ciências Sociais, incluindo Ciência Política, Economia, Sociologia, Economia Política, Administração Pública, política social, avaliação de programas, análise de políticas e gestão pública, todos aplicados a problemas de administração, gestão e operações governamentais, no Brasil entendidos como parte do campo de públicas. Ao mesmo tempo, o estudo da política pública é distinto da Ciência Política ou Economia, em seu foco na aplicação da teoria à prática. Embora a maioria dos cursos de política pública sejam de mestrado e doutorado, existem várias universidades que oferecem educação de graduação em política pública. Instituições notáveis no Brasil e no mundo incluem:
- Universidade de São Paulo/ Escolha de Artes, Ciências e Humanidades
- Universidade Federal do ABCCampus Santo André da UFABC, instituição do curso de Bacharelado em Políticas Públicas

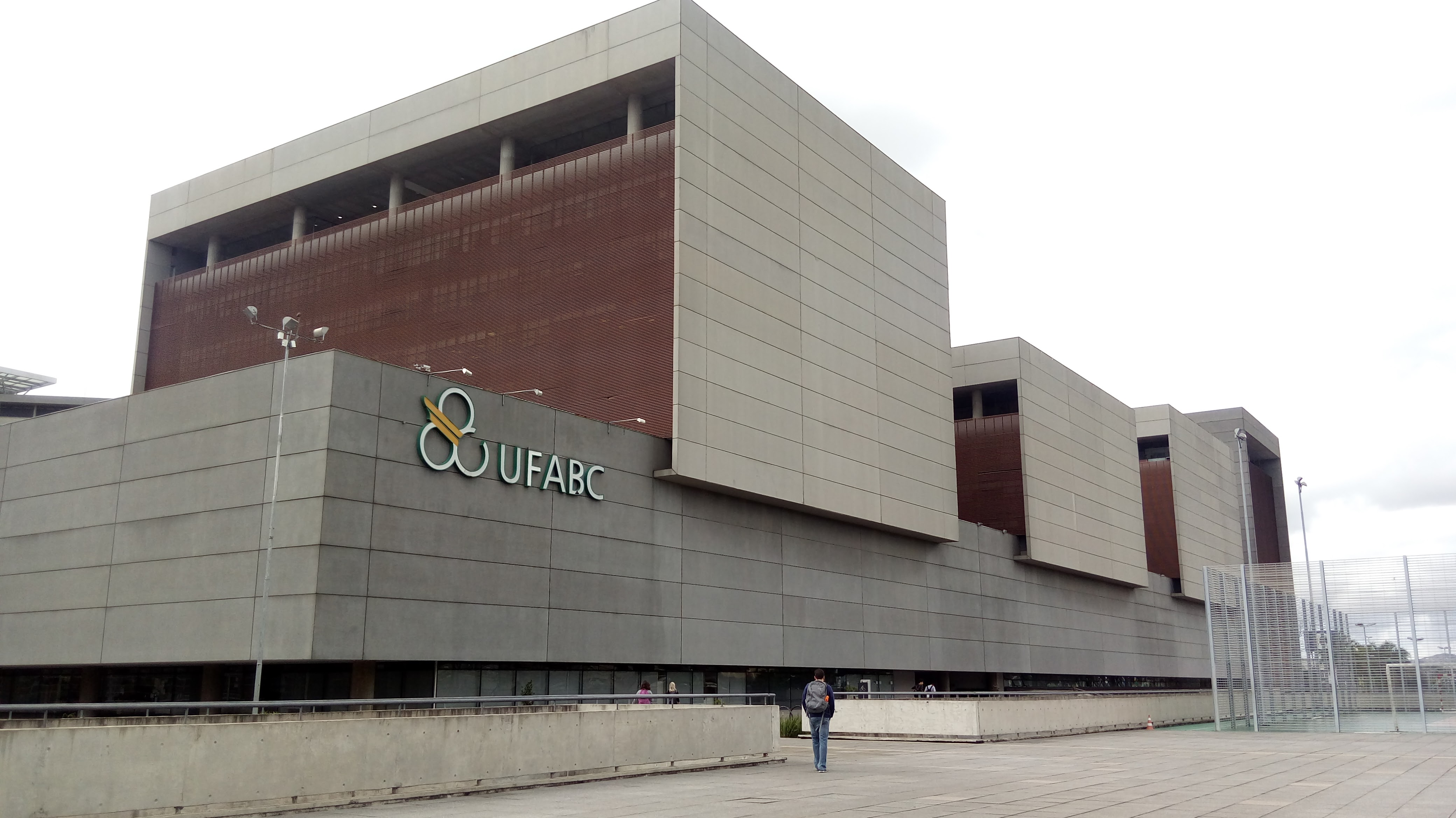
Campus Santo André da UFABC, instituição do curso de Bacharelado em Políticas Públicas

- John F. Kennedy School of Government, Harvard
- London School of Economics
- King's College London
- University of Cambridge
- Sciences Po, Paris
- Goldman School of Public Policy na University of California Berkeley
- Harris School of Public Policy da University of Chicago
- Blavatnik School of Government
- Balsillie School of International Affairs
- Durham University
- Leiden University
- Hertie School of Governance, Berlim
- Graduate Institute of International and Development Studies, Geneva
- Lee Kuan Yew School of Public Policy, NUS
- Jamia Hamdard

## Outras perspectivas disciplinares
Do ponto de vista do Direito, Maria Paula Dallari Bucci, atenta à distinção realizada por Ronald Dworkin entre “principles” e “policies” e à teorização de Robert Alexy sobre ações positivas do Estado, “políticas públicas são programas de ação governamental visando a coordenar os meios à disposição do Estado e as atividades privadas, para a realização de objetivos socialmente relevantes e politicamente determinados. Políticas públicas são metas coletivas conscientes e, como tais, um problema de direito público, em sentido lato”.